# Верхняя Чернавка
Верхняя Чернавка — село в Вольском районе Саратовской области России. Административный центр и единственный населённый пункт Верхнечернавского муниципального образования.

## История
Село возникло в середине XVIII века. В начале XIX века населённый пункт вместе с жителями перешёл в собственность графа В. В. Орлова-Денисова и его жены М. А. Васильевой, которой эти земли были пожалованы в 1790 году в качестве приданого Екатериной II. В 1809 году была построена каменная православная церковь (до настоящего времени не сохранилась) с колокольней, освящённая во имя святых Космы и Дамиана. В Верхней Чернавке проживала также община старообрядцев (поповского и беспоповского толка).
В «Списке населённых мест Саратовской губернии по данным 1859 года» населённый пункт упомянут как владельческое село Верхняя Чернавка Волгского уезда (1-го стана) при речке Чернавке, расположенное в 15 верстах от уездного города Волгска. В селе имелось 209 дворов и проживало 1319 жителей (635 мужчин и 684 женщины). Действовали православная церковь и три мельницы. В 1886 году была организована школа грамотности, преобразованная в начале XX века в начальную церковно-приходскую школу.
Согласно «Списку населённых мест Вольского уезда» издания 1914 года (по сведениям за 1911 год) в селе, входившем в состав Ключевской волости, имелось 361 хозяйство и проживало 1484 человека (731 мужчина и 753 женщины). В национальном составе населения преобладали великороссы. Функционировали церковь и церковная школа. В 1916 году была открыта начальная земская школа.

## География
Село находится в северной части области, в пределах Приволжской возвышенности, на берегах реки Чернавка, на расстоянии примерно 9 километров (по прямой) к северо-западу от города Вольск. Абсолютная высота — 74 метра над уровнем моря.

## Население
| 2002  | 2010  | 2012  | 2013  | 2014  | 2015  | 2016  |
| ----- | ----- | ----- | ----- | ----- | ----- | ----- |
| 1034  | ↗1064 | ↘1048 | ↗1063 | ↘1055 | ↘1052 | ↘1050 |
| 2017  | 2018  | 2019  | 2020  | 2021  |       |       |
| ↗1060 | ↘1057 | ↘1029 | ↘1014 | ↘953  |       |       |

Гендерный состав
По данным Всероссийской переписи населения 2010 года в гендерной структуре населения мужчины составляли 47,6 %, женщины — соответственно 52,4 %.
Национальный состав
Согласно результатам переписи 2002 года, в национальной структуре населения русские составляли 84 % из 1034 чел.

## Инфраструктура
В селе функционируют средняя общеобразовательная школа, детский сад, фельдшерско-акушерский пункт, дом культуры, библиотека, четыре магазина и отделение Почты России.

## Улицы
Уличная сеть села состоит из девяти улиц.